# Далечна земя (филм, 1993)
„Далечна земя“ (на английски: A Far Off Place) е американска приключенска драма от 1993 г. на режисьора Микаел Саломон (в режисьорския си дебют), базиран на произведенията A Story Like the Wind (1974) и прелюдията A Far Off Place, написани от Лауренс ван дер Пост. Във филма участват Рийз Уидърспун, Итън Рандъл, Джак Топмсън и Максимилиан Шел. Филмът е заснет в Намибия и Зимбабве от май до септември 1992 г.

## Актьорски състав
- Рийз Уидърспун – Нони Паркър
- Итън Рандъл – Хари Уинслоу
- Джак Томпсън – Джон Рикетс
- Сарел Бок – Ксабо
- Робърт Джон Бърк – Пол Паркър
- Патриша Калембър – Елизабет Паркър
- Даниел Герол – Джон Уинслоу
- Максимилиан Шел – полковник Мопани Терон
- Майлс Андерсън – Жардин
- Тафи Чихота – Директор Робърт
- Магдалийн Дамас – Нурин-Тара